# Перейра, Леобальдо
Леоба́льдо Пере́йра Пули́до (исп. Leobaldo Pereira Pulido; 31 июля 1972, Марти) — кубинский гребец-каноист, выступал за сборную Кубы в конце 1990-х — начале 2000-х годов. Серебряный призёр летних Олимпийских игр в Сиднее, чемпион мира, многократный победитель и призёр первенств национального значения.

## Биография
Леобальдо Перейра родился 31 июля 1972 года в городе Марти, провинция Матансас.
Первого серьёзного успеха на взрослом международном уровне добился в 1999 году, когда попал в основной состав кубинской национальной сборной и побывал на чемпионате мира в Милане, откуда привёз награду серебряного достоинства, выигранную в двойках на тысяче метрах. Благодаря череде удачных выступлений удостоился права защищать честь страны на летних Олимпийских играх 2000 года в Сиднее, вместе с напарником Ибрахимом Рохасом выиграл серебряную медаль на километровой дистанции, уступив лидерство лишь команде Румынии. Также участвовал в заездах двоек на пятьсот метров, вышел в финал, но в решающей гонке финишировал только девятым.
В 2001 году на чемпионате мира в польской Познани с тем же Рохасом Перейра завоевал сразу три медали в трёх разных дисциплинах: в двойках на 200 и 1000 метрах получил бронзу, тогда как на 500 стал чемпионом. Тем не менее, вскоре после этих соревнований принял решение завершить спортивную карьеру и покинул расположение национальной сборной Кубы.